# Bikeygees
Bikeygees e. V. (Eigenschreibweise: #BIKEYGEES e. V.) ist ein interkulturelles Projekt aus Berlin, das sich für Frauen mit Migrations- oder Fluchterfahrung engagiert. Ehrenamtliche Helferinnen bringen diesen in durch den Verein Bikeygees organisierten Trainings das Fahrradfahren bei. Ein Ziel des Vereins ist es, diese Frauen im Sinne eines Empowerments dabei zu unterstützen, mobiler zu werden.

## Geschichte
Im September 2015 fingen die Eventmanagerin Annette Krüger und Anne Seebach damit an, geflüchteten Frauen auf dem Gelände einer Berliner Notunterkunft das Radfahren beizubringen. Diese Initiative stieß auf hohe Resonanz. 2016 gründeten Krüger und Seebach daher Bikeygees e. V. und meldeten diese als gemeinnützigen Verein für Bildungs- und Integrationsarbeit an. Der Name ist ein Kofferwort aus den beiden englischen Begriffen „bike“ (Fahrrad) und „refugees“ (Geflüchtete). Der Verein bezeichnete sich selbst in den Anfängen als „kleines Empowerment-Projekt“. Annette Krüger ist dem Verein bis heute als Projektleiterin verbunden.
Frauen und Mädchen mit und ohne Fluchterfahrung können an kostenlosen Radfahrtrainings teilnehmen, wobei neben praktischer Unterstützung beim Erlernen des Fahrradfahrens auch theoretischer Verkehrsunterricht in verschiedenen Sprachen angeboten wird. Zudem lernen die Frauen Reparaturgrundlagen, um ihr Fahrrad selbst instandzuhalten.
Das Training fand zunächst ausschließlich auf dem Übungsgelände der Jugendverkehrsschule am Wassertorplatz in Berlin-Kreuzberg statt. Mit Hilfe von Fördermitteln der Deutschen Fernsehlotterie wurden von Februar 2019 bis 2020 auch in den Berliner Randgebieten Marzahn und Hohenschönhausen Trainings durchgeführt und begleitende Fahrradtouren zum Vernetzen angeboten. In Lichtenrade ist der Verein seit Juli 2019 aktiv. Im Jahr 2021 verfügte er über 15 Standorte in Berlin und Brandenburg, an denen regelmäßig Radfahrtrainings angeboten werden.
Der Berliner Verein erlangte nicht nur überregionale, sondern weltweite Aufmerksamkeit. Berichterstattungen gab es durch englischsprachige und italienische Medien und sogar durch das indische Fernsehen. Im März 2023 traf die britische Queen Camilla Vertreterinnen des Vereins im Café Refugio in Berlin-Neukölln, in dem der Verein ein Büro betreibt. Das Projekt fand darüber hinaus bereits Nachahmer: Die Schweizer Initiative Friends on Bikes mit Sitz in Zürich gibt Bikeygees explizit als Vorbild für die eigene Arbeit an.
Mit Stand Januar 2025 hat der Verein nach eigenen Aussagen mehr als 2.000 Frauen und Mädchen kostenlos das Fahrradfahren beigebracht, über 1.300 Trainings durchgeführt und mehr als 650 Fahrradsets ausgegeben, bestehend aus Fahrrad, Helm und Schloss.

## Vereinsziel und Hintergrund

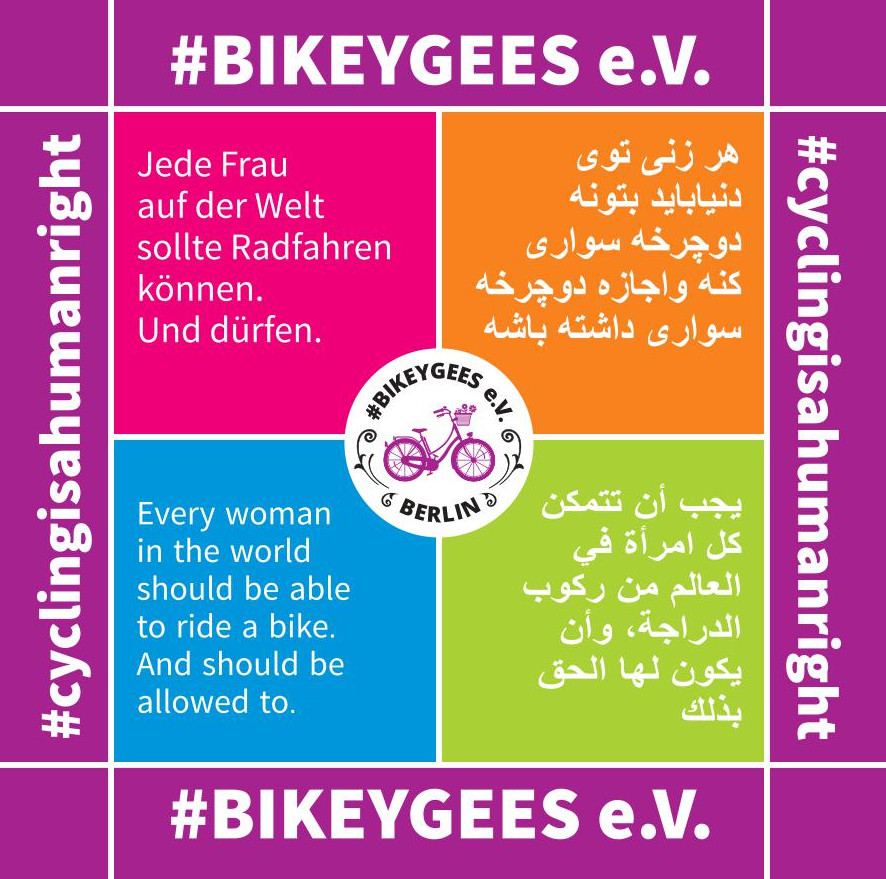
Kampagnenaufkleber

Ehrenamtliche Helferinnen bringen Frauen und Mädchen das Fahrradfahren bei, um diese dabei zu unterstützen, mobiler zu werden, als eine Voraussetzung für die Teilhabe am gesellschaftlichen und kulturellen Leben in Deutschland. Diese mangelnde Mobilität hat oft kulturelle oder religiöse Gründe, da den Frauen in einigen Herkunftsländern das Fahrradfahren verboten ist oder dies als unschicklich gilt, so in Iran, in Afghanistan oder bis 2013 auch in Saudi-Arabien.
Eine weitere wichtige Komponente der Radfahrtrainings stellt der theoretische Verkehrsunterricht dar. Durch die Einbeziehung ehemaliger Teilnehmerinnen unterschiedlicher Herkunftsländer wird dieser in mehreren Sprachen (Deutsch, Englisch, Arabisch, Farsi) angeboten. Vom Verein erstelltes Lernmaterial ist ebenso mehrsprachig und leicht zugänglich. Die Frauen sollen durch die zur Verfügung gestellten Materialien und Schulungen befähigt werden, sich sicher im Straßenverkehr zu bewegen und zu orientieren.
Die Teilnehmerinnen werden nach Möglichkeit mit eigenen Rädern sowie Warnwesten und Helmen ausgestattet. Fahrräder und Helmsets werden gespendet oder von Spendengeldern erworben und im Falle von Gebrauchträdern teilweise von ehrenamtlichen Helferinnen und Helfern instand gesetzt.
Darüber hinaus fungieren ehemalige Teilnehmerinnen als Multiplikatorinnen: Sie führen selbstständig Trainings durch und geben ihr Wissen direkt an die Teilnehmerinnen weiter.

## Finanzierung und Struktur
Der Verein ist als gemeinnützig anerkannt und finanziert sich sowohl aus Spendengeldern als auch über Zuwendungen aus öffentlichen Mitteln, etwa vom Bundesministerium des Innern und für Heimat. Er hat einen Vorstand, bestehend aus 1. und 2. Vorsitzenden sowie einem Schatzmeister. Ehrenamtliche Helferinnen unterstützen Projektleiterin Annette Krüger bei den Trainings. Bikeygees e. V. ist Mitglied im Deutschen Paritätischen Wohlfahrtsverband.

## Preise und Auszeichnungen
- 2017: Preisträger Aktiv-Wettbewerb, ausgelobt vom Bündnis für Demokratie und Toleranz gegen Extremismus und Gewalt für beispielhafte und nachahmenswerte zivilgesellschaftliche Projekte[19]
- 2017: Hatun-Sürücü-Preis der Grünen-Fraktion Berlin für das Engagement für Frauen und Mädchen[20]
- 2018: Respekt Gewinnt! vom Berliner Ratschlag für Demokratie[21]
- 2018: Deutscher Fahrradpreis in der Kategorie Service[22]
- 2023: Rainbow Award des Regenbogenfonds e. V.[23]